# Oparinisis parkeri
Oparinisis parkeri is een zachte koraalsoort uit de familie Isididae. De koraalsoort komt uit het geslacht Oparinisis. Oparinisis parkeri werd in 1998 voor het eerst wetenschappelijk beschreven door Alderslade. 